# Франкстон (Тексас)
Франкстон (енгл. Frankston) град је у америчкој савезној држави Тексас. По попису становништва из 2010. у њему је живело 1.229 становника.

## Демографија
Према попису становништва из 2010. у граду је живело 1.229 становника, што је 20 (1,7%) становника више него 2000. године.
| Група             | 2000.         | 2010.       |
| Белци             | 1.026 (84,9%) | 971 (79,0%) |
| Афроамериканци    | 132 (10,9%)   | 184 (15,0%) |
| Азијати           | 1 (0,1%)      | 6 (0,5%)    |
| Хиспаноамериканци | 34 (2,8%)     | 47 (3,8%)   |
| Укупно            | 1.209         | 1.229       |